# Festuca scabriflora
Festuca scabriflora är en gräsart som beskrevs av Liang Liu. Festuca scabriflora ingår i släktet svinglar, och familjen gräs. Inga underarter finns listade i Catalogue of Life.